# Hospital Michael Reese
L'Hospital Michael Reese (en anglès:Michael Reese Hospital and Medical Center) va ser un hospital nord -americà situat al barri de Bronzeville de Chicago, Illinois. Fundat el 1881, l'Hospital Michael Reese era un important hospital d'investigació i docència i un dels hospitals més antics i més grans de Chicago. Es trobava al número 2929 de l'avinguda S. Ellis a la zona sud de Chicago, al costat del Lake Shore Drive (US Route 41), que voreja el llac Michigan. L'hospital va tancar la seva Residència de Medicina Interna a finals del curs 2007-2008 i va acabar de traslladar pacients a l'Hospital i Centre Mèdic Mercy abans de finals de 2008. El campus de 48 acres va quedar desocupat el gener de 2009. Des de 2007 fins al seu tancament, el Michael Reese havia estat propietat d'Envision Hospital Corporation de Scottsdale, Arizona. L'hospital va tancar oficialment el 31 d'agost de 2009. En un moment, l'hospital tenia un gran pla de salut que incloïa 300.000 pacients; en el moment del tancament de l'hospital el pla de salut estava donat de baixa i només tenia 2.900 clients. Els carrers del campus es van tancar i la demolició va començar l'octubre de 2009.